# Sixtyfive Cadillac
Sixtyfive Cadillac – High Energy Soul Show (kurz: 65 Cadillac) ist eine 10-köpfige Rhythm-’n’-Blues-Band aus Walsrode, Niedersachsen.

## Geschichte
Sixtyfive Cadillac besteht seit 1990. Erster Auftritt: 25. August 1990 im damals legendären Club „Welcome“ in Hützel bei Soltau. Die Band spielte bisher über 600 Konzerte in Deutschland, Luxemburg und Polen u. a. neben Künstlern wie Trini Lopez, Jennifer Rush, Spencer Davis Group, Roger Chapman, Jupiter Jones, Sportfreunde Stiller, Guano Apes, Fury in the Slaughterhouse, Klaus Doldinger, Reinhold Beckmann & Band, Stefan Gwildis oder Atze Schröder, und war zu Gast bei zahlreichen Radio- und TV-Shows.

## Aktuelle Besetzung
- Heiko Ebeling, Walsrode: Gesang und Harp
- Malte Kadel, Walsrode: Gesang
- Shan Gao, Shenyang, China: Altsaxofon und Flöte
- Dirk Riedstra, Hilversum, Niederlande: Tenorsaxofon
- Georg Weisbrodt, Ruppertsberg: Posaune
- Tom Schmeichel, Schwedt/Oder: Trompete
- Andreas Petalas, Drama, Griechenland: Gitarre und Gesang
- Rolf Mäusbacher, Köln: Gitarre und Gesang
- Damian Galinski, Tczew, Polen: Keyboards
- Lukasz Pamin, Katowice, Polen: Schlagzeug
- Walter Kohn, Walsrode: Bass

## Diskografie

### Studio-Alben
- „Sixtyfive Cadillac“, Like It Is Records, LII 098001 (1998)
- „2“, Like It Is Records, LII 002001 (2002)
- „Five Songs“, Like It Is Records, LII 012001 (2012)

### Sampler
- „10 Jahre Blues-Matinee Garbsen“ (1 Track), 2009

## Bildergalerie

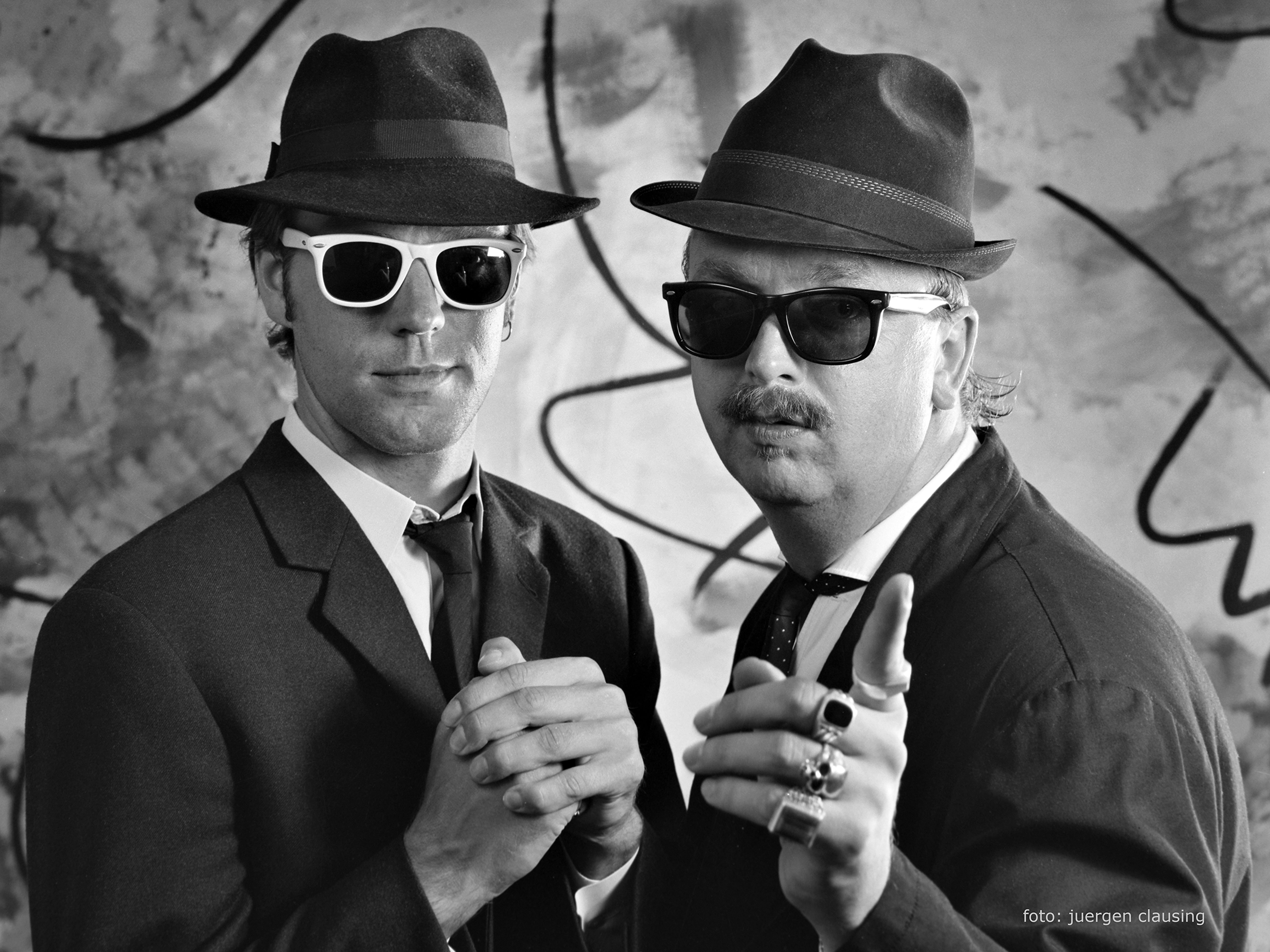
1990
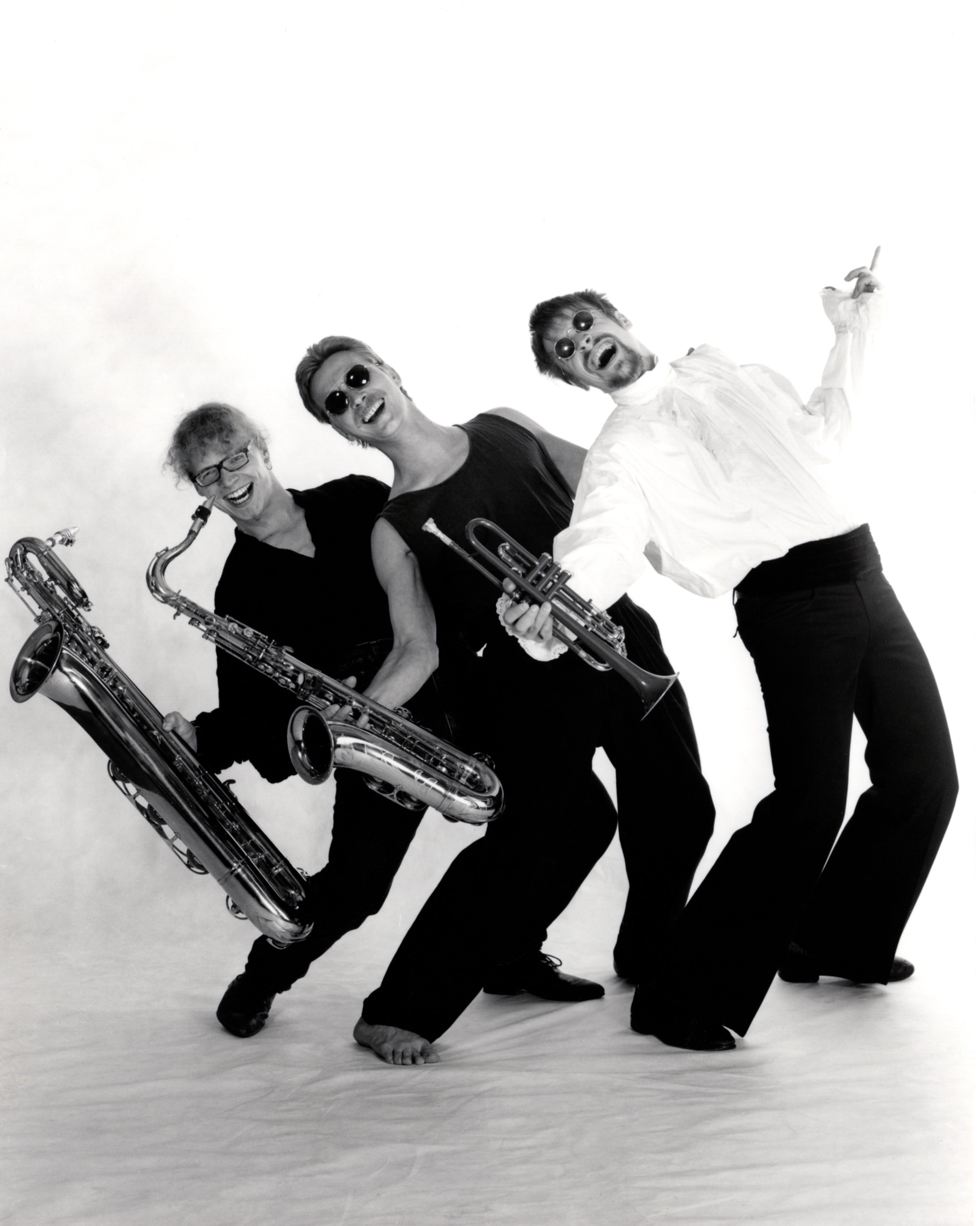
1994
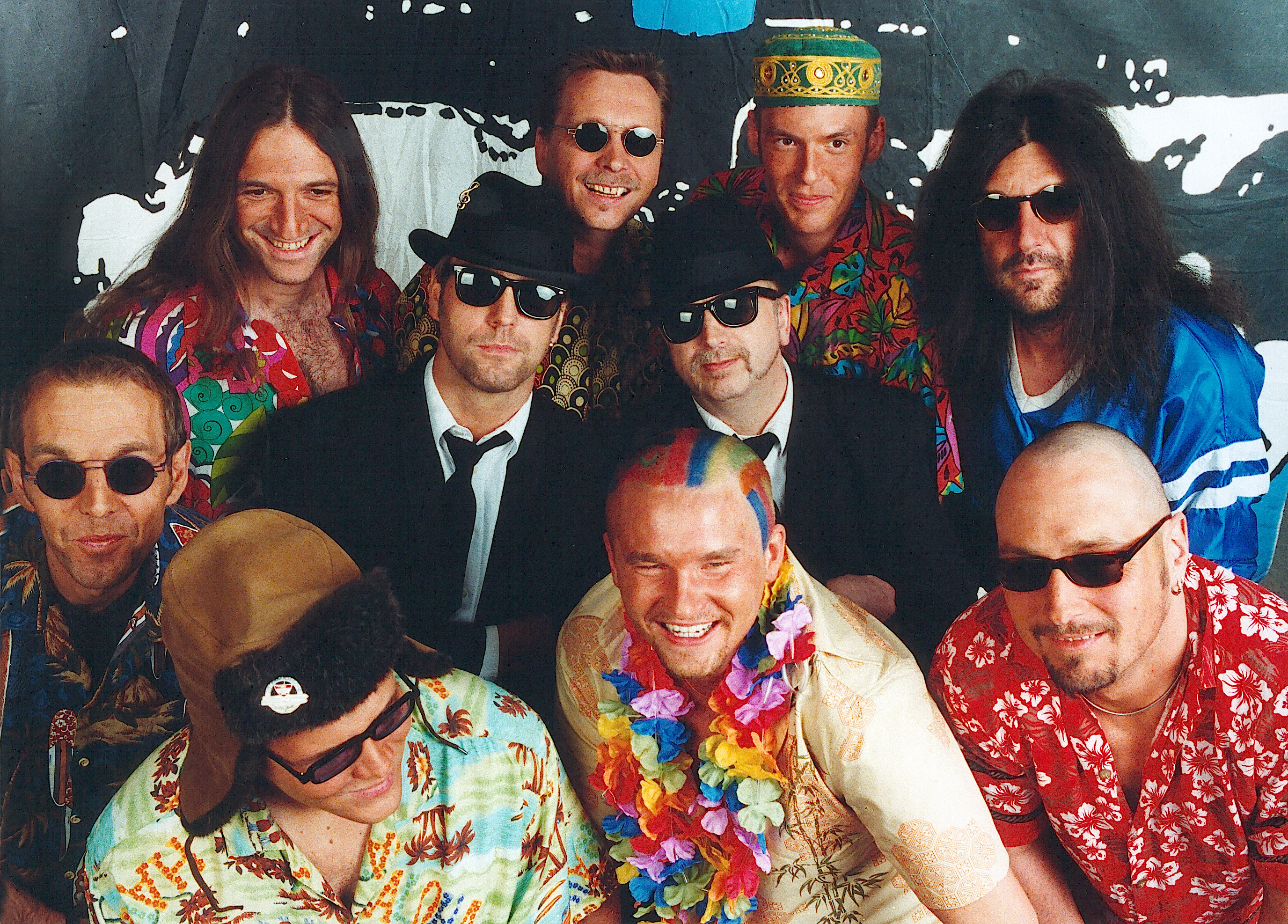
2001
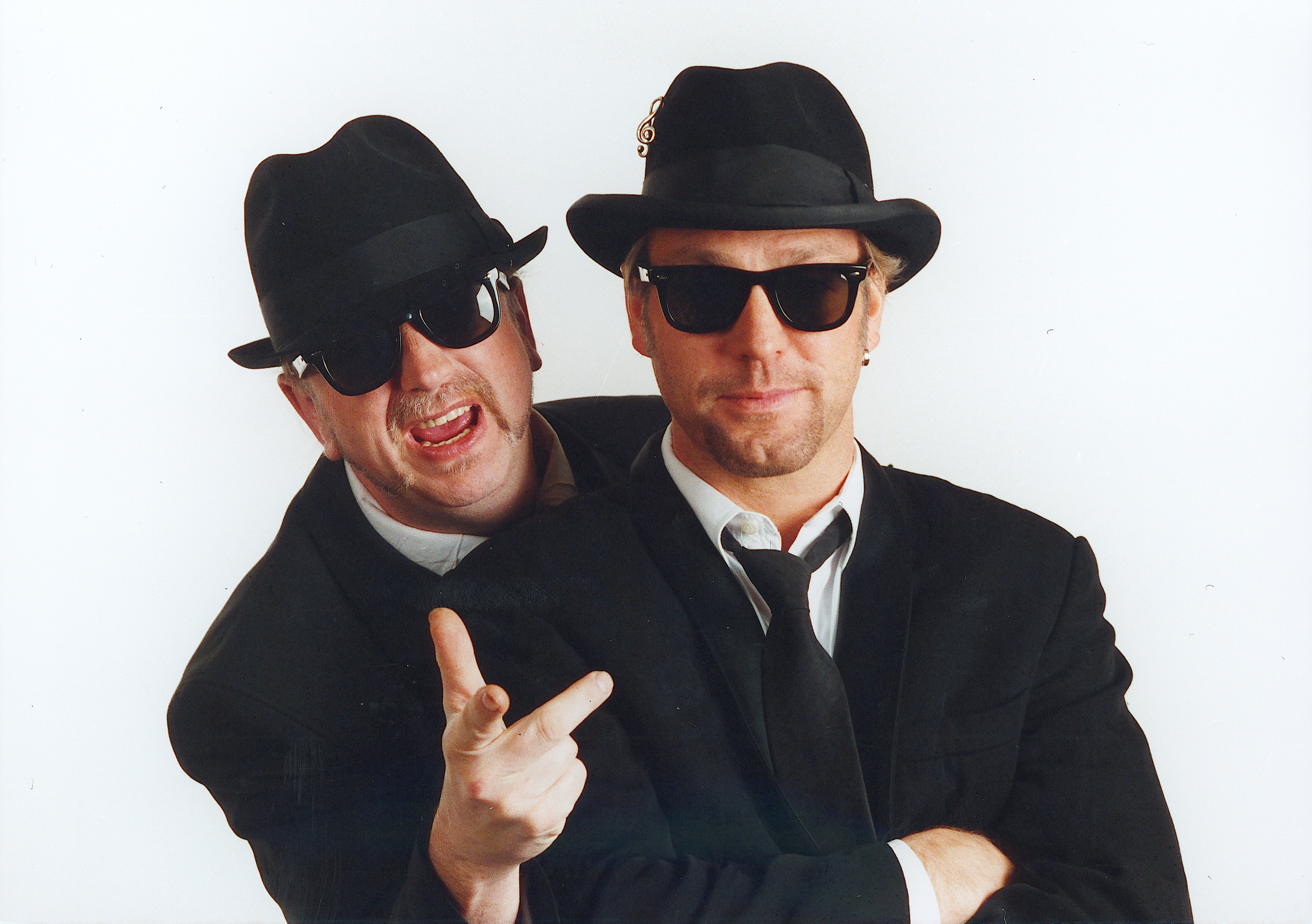
2001
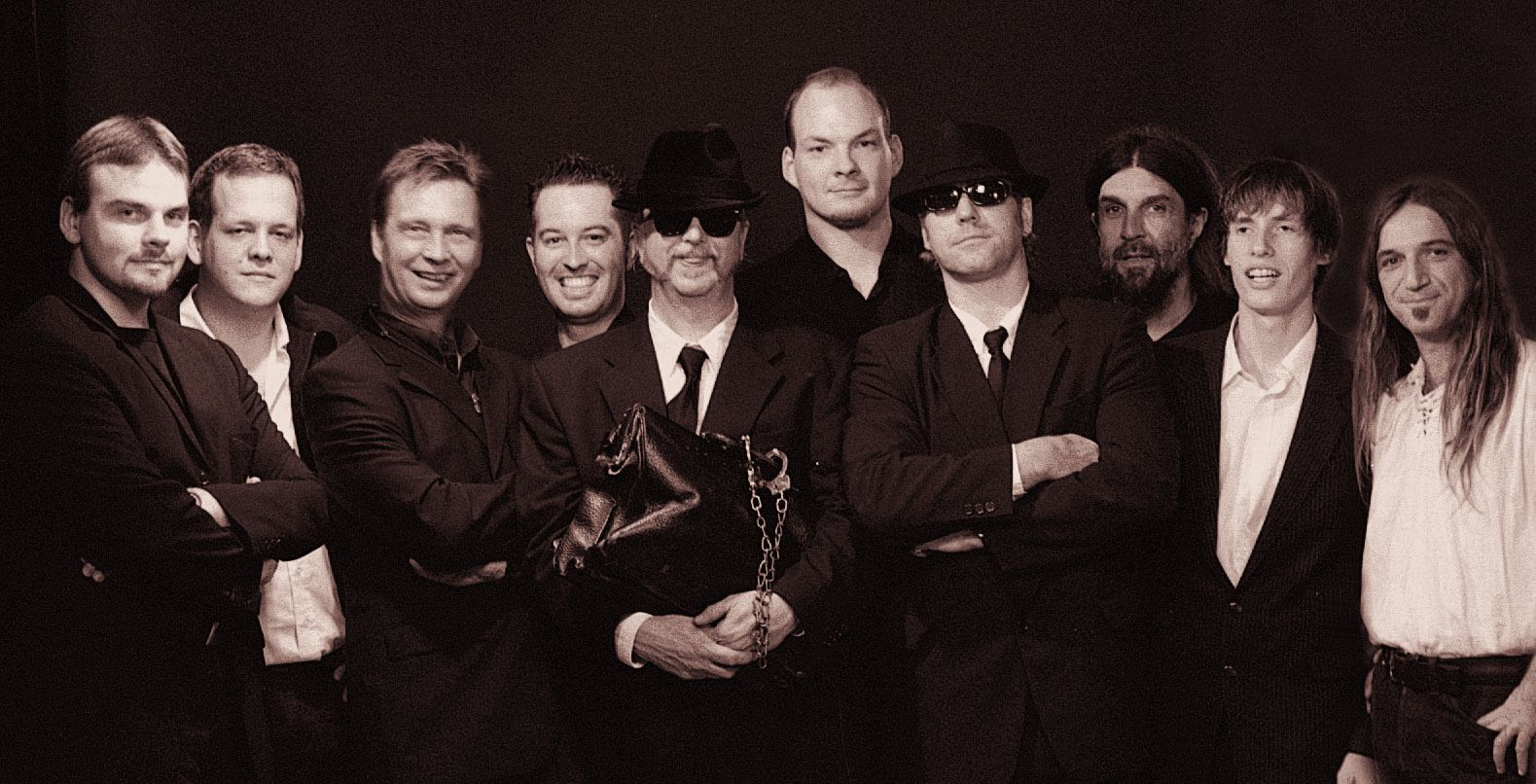
2004
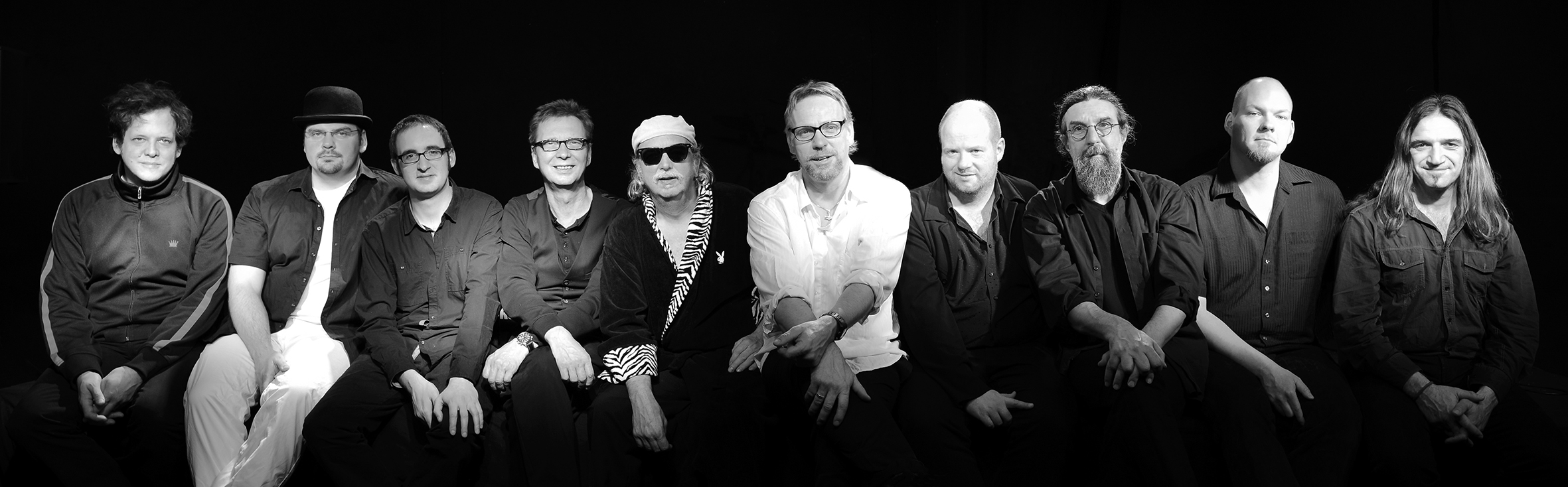
2013
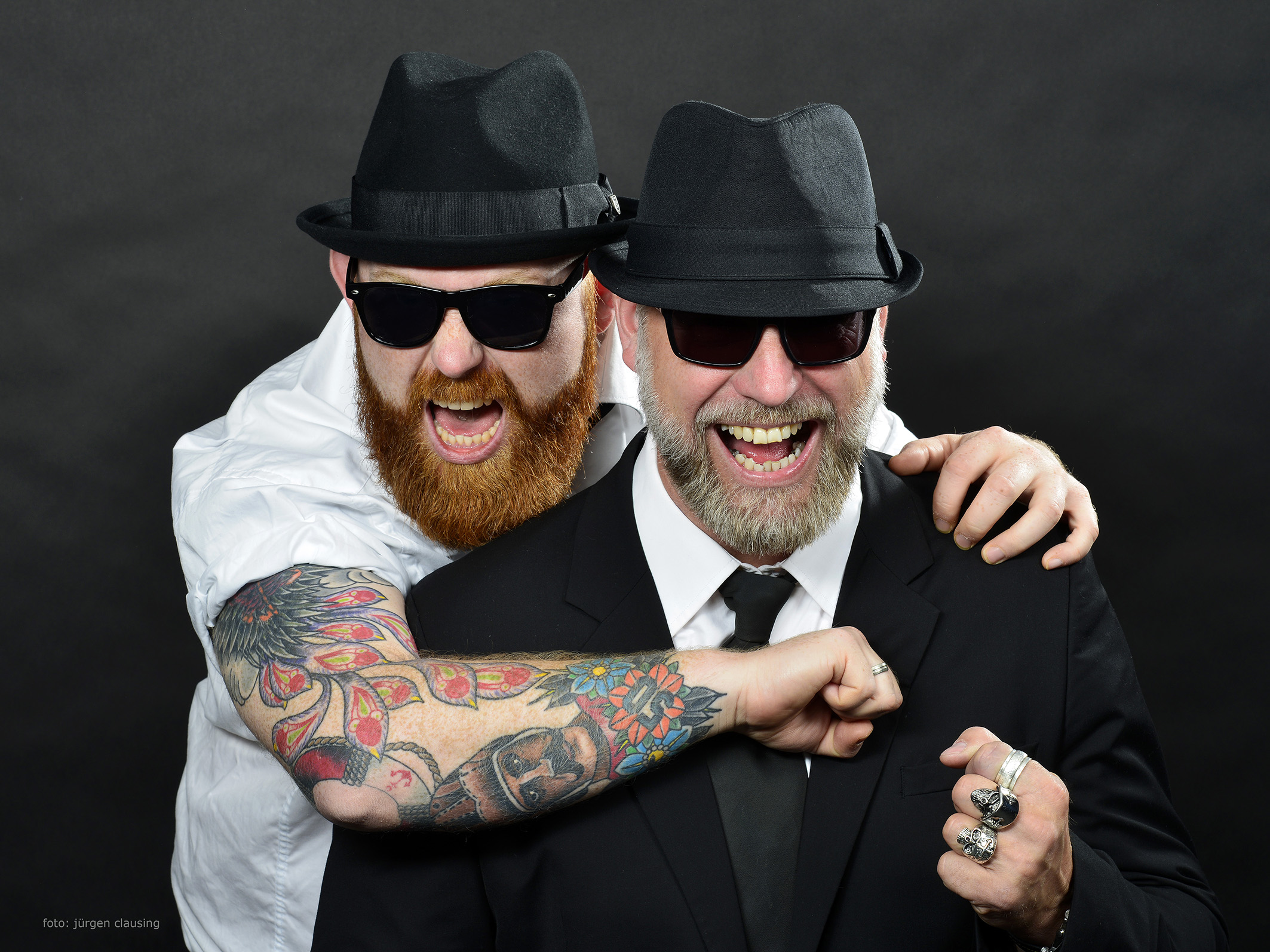
2015
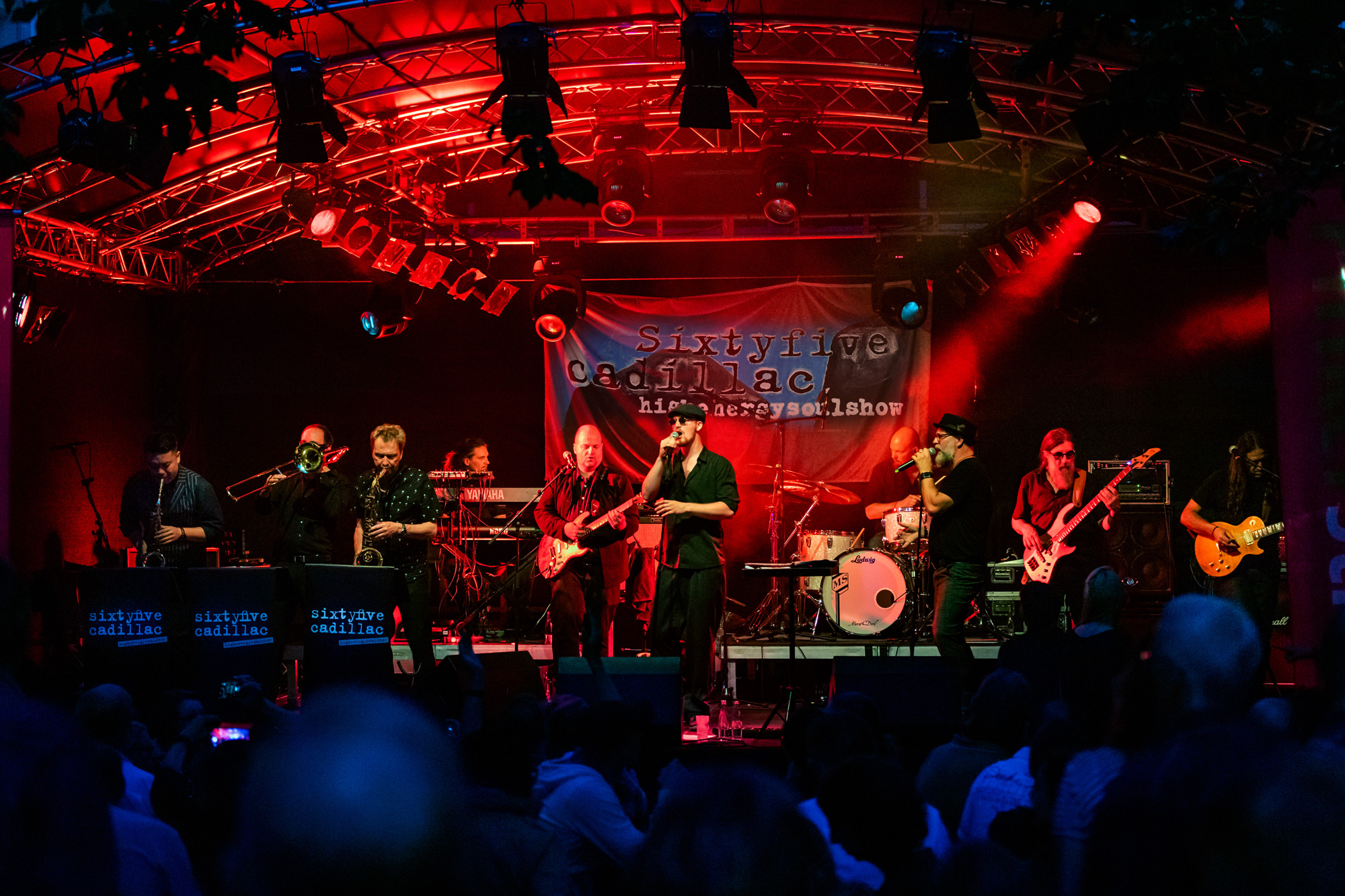
2019
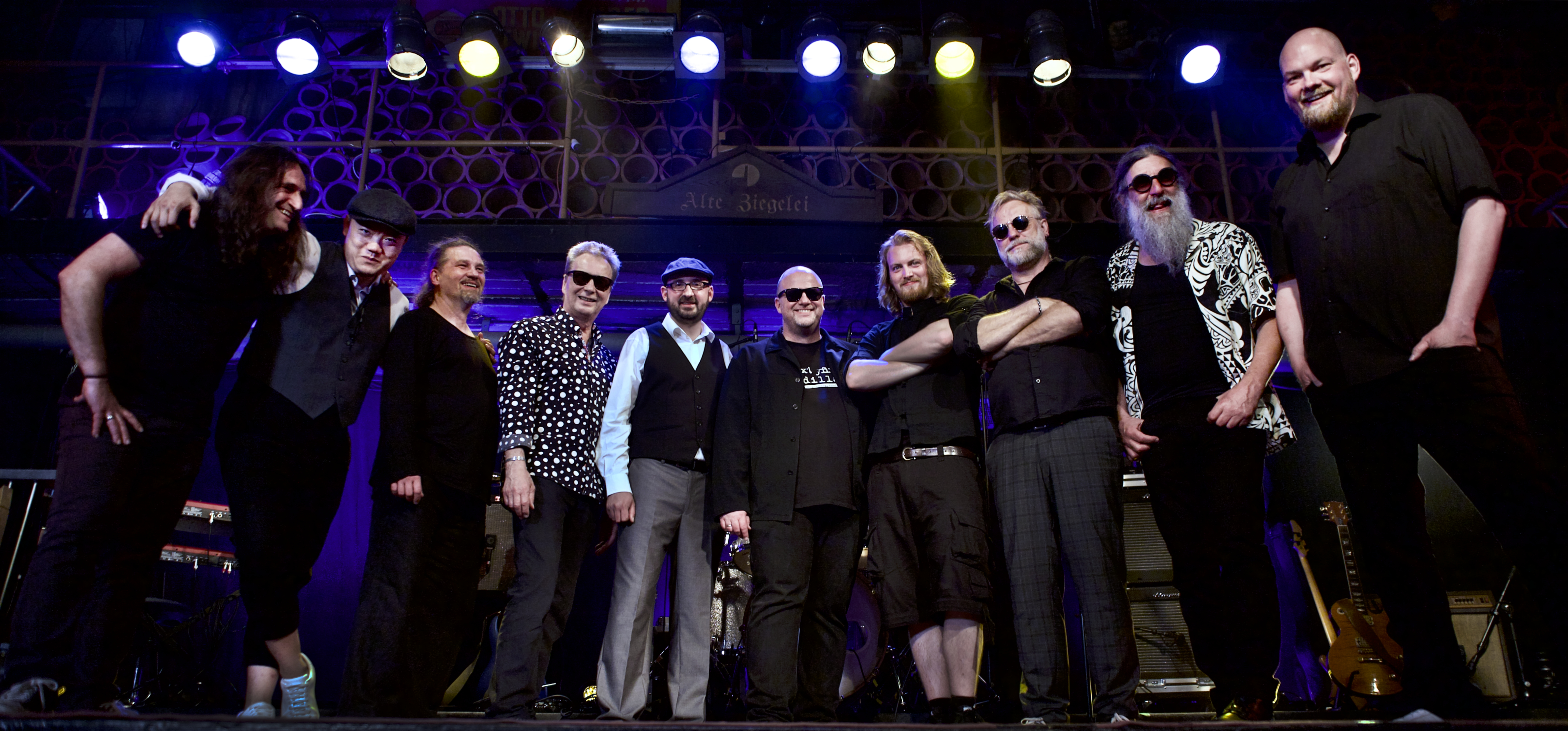
2021